# چری تیگو ۸
چری تیگو ۸ یک خودروی کراس‌اوور اندازه متوسط ساخت شرکت چری و از خانوادهٔ چری تیگو می‌باشد که در چین طراحی و تولید شده‌است.
این خودرو در سال ۲۰۱۸ در نمایشگاه خودروی پکن معرفی شد و از همان سال به بازار چین عرضه گردید. مدل ارتقا یافتهٔ این خودرو با نام چری تیگو ۸ پلاس در سال ۲۰۲۰ روانهٔ بازار چین شد. این مدل در برخی بازارها تیگو ۸ پرو نام دارد. چری در سال ۲۰۲۲ مدل ارتقا یافتهٔ دیگری از این خودرو را با نام تیگو ۸ پرو راهی بازار چین کرد.

## تیگو ۸
تیگو ۸ در نمایشگاه خودروی پکن ۲۰۱۸ معرفی شد. در آن زمان قیمتی معادل ۹۸٬۸۰۰ تا ۱۴۲٬۸۰۰ یوان برای این خودرو اعلام شد.
تیگو ۸ بر روی شاسی unibody سوار می‌شود که دارای پایه‌های مک فرسون در جلو و سیستم تعلیق مولتی لینک در عقب است. اندازهٔ چرخ‌های آن ۱۸ اینچ و فاصلهٔ آن از زمین ۲۰۰ میلیمتر (۷٫۹ اینچ) است.

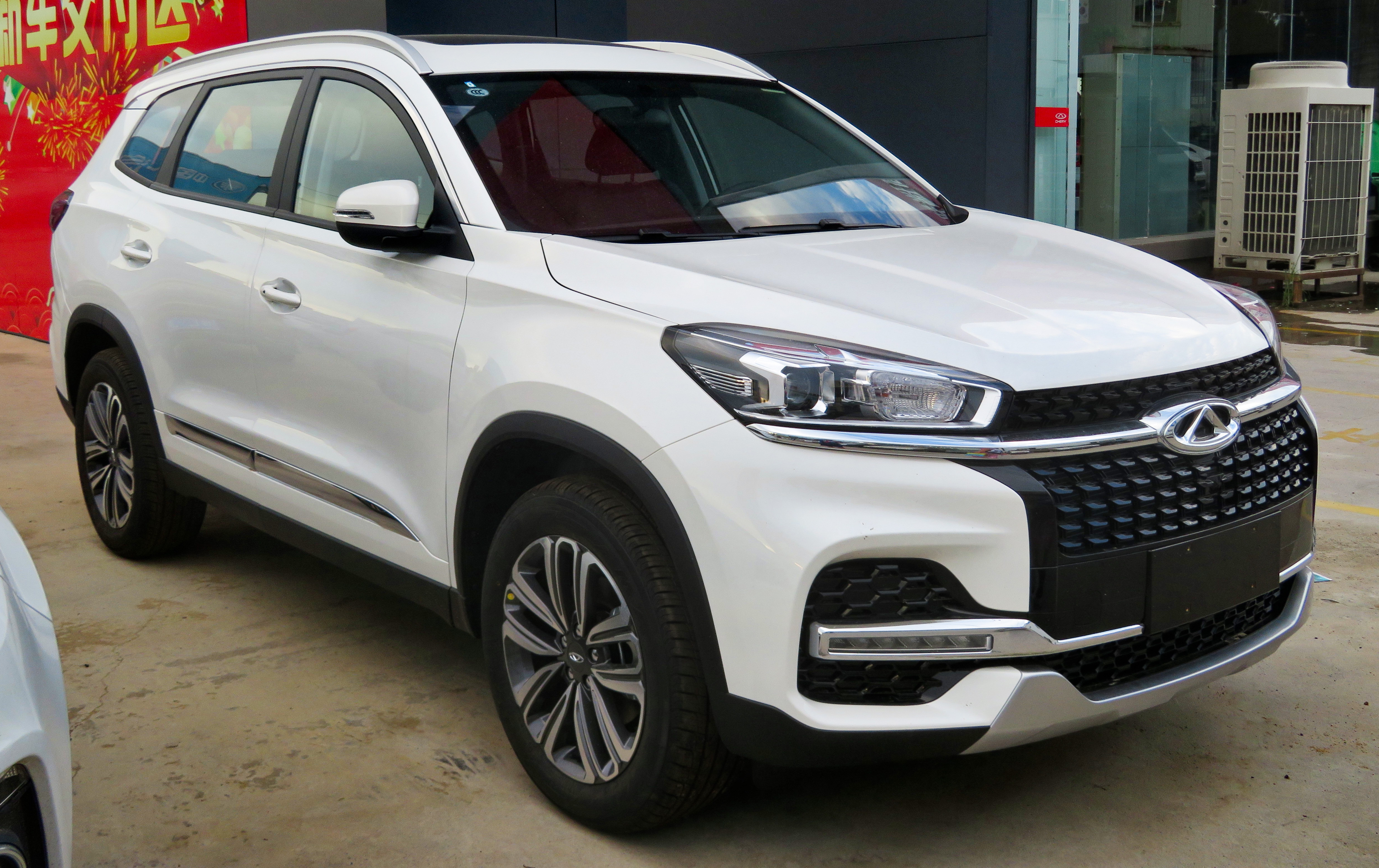
تیگو ۸ (نمای جلو)
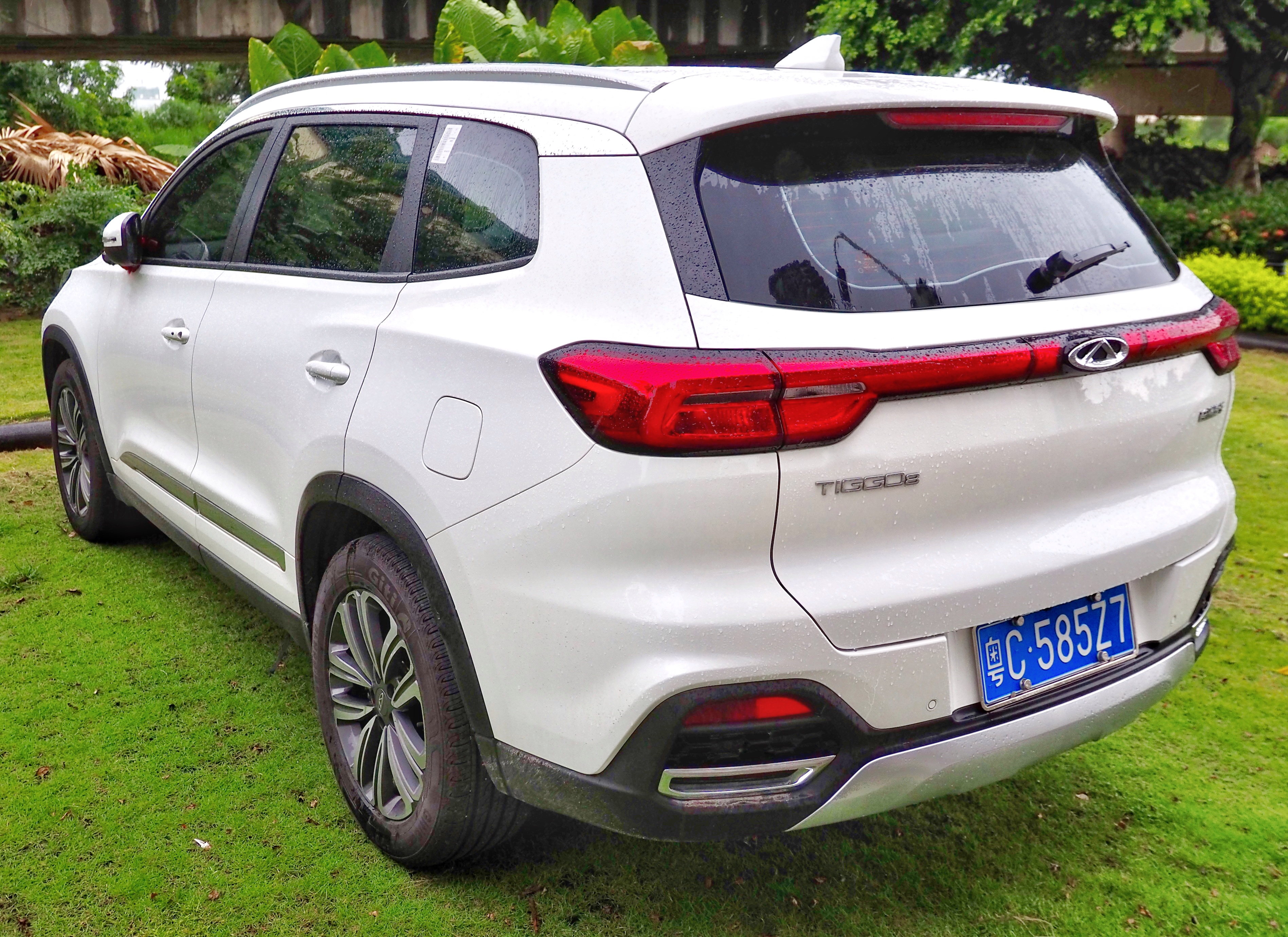
تیگو ۸ (نمای عقب)

### ویژگی‌های فنی
تیگو ۸ پرو از یک موتور ۱٫۵ لیتری توربوشارژر مشترک با تیگو ۷ بهره می‌برد که ۱۴۵ اسب بخار (۱۰۸ کیلووات؛ ۱۴۷ اسب بخار متری) قدرت و ۲۱۰ نیوتن متر (۱۵۵ پوند-فوت) گشتاور را تولید می‌کند. این موتور با یک گیربکس ۶ سرعتهٔ دوکلاچه جفت شده و این قدرت به چرخ‌های جلو انتقال داده می‌شود. در سال ۲۰۱۹ یک موتور ۱٫۶ لیتری جی‌دی‌آی توربوشارژر که توان تولید ۱۹۷ اسب بخار (۱۴۷ کیلووات؛ ۲۰۰ اسب بخار متری) قدرت و ۲۹۰ نیوتن متر (۲۱۴ پوند-فوت) گشتاور را دارد به همراه گیربکس ۷ سرعتهٔ دوکلاچه برای این خودرو در دسترس قرار گرفت. بعدها یک موتور بزرگ‌تر ۲ لیتری توربوشارژر با قدرت ۲۵۴ اسب بخار (۱۸۹ کیلووات؛ ۲۵۸ اسب بخار متری) و گشتاور ۳۵۰ نیوتن متر (۲۵۸ پوند-فوت) نیز برای این خودرو در دسترس قرار گرفت.

## تیگو ۸ پلاس
در اکتبر ۲۰۲۰، تیگو ۸ پلاس به عنوان مدلی لوکس‌تر در بازار محلی چین عرضه شد. در تیگو ۸ پلاس طراحی جلو و عقب مطابق با زبان طراحی
"Life In Motion 3.0" دچار بازنگری شده و ۲۲ میلیمتر (۰٫۹ اینچ) طویل‌تر و ۱ میلیمتر (۰٫۰ اینچ) بلندتر از تیگو ۸ معمولی است. این خودرو در مدل‌های ۵، ۶ و ۷ نفره و با رینگ‌های ۱۸ و ۱۹ اینچ در دسترس است. در کابین این خودرو دو نمایشگر با ابعاد ۱۲٫۳ اینچ (۳۱٫۲ سانتیمتر) با سیستم اطلاعات سرگرمی LION4.0 و ۸ بلندگوی فراگیر تولید شده توسط سونی وجود دارد.
از سال ۱۴۰۰ زمزمه‌هایی مبنی بر مونتاژ چری تیگو ۸ توسط مدیران خودرو در ایران، شنیده می‌شد. در نهایت، در اواخر سال ۱۴۰۰ هجری شمسی مدیران خودرو تصمیم به فروش تعداد محدودی تیگو ۸ پلاس با نام «فونیکس تیگو ۸ پرو» و با قیمت ۱ میلیارد و ۷۵۰ میلیون تومان گرفت که با برخورد سازمان حمایت از مصرف‌کنندگان و تولیدکنندگان مواجه شد و فروش آن ممنوع شد. چندی بعد، این خودرو با قیمت جدید ۱ میلیارد و ۷۱۱ میلیون تومان برای فروش گذاشته شد. بعدها مدیران خودرو تیپ کلاسیک تیگو ۸ را نیز مونتاژ کرد که مدل ارزان‌تر تیگو ۸ پرو به‌شمار می‌رود و فاقد برخی امکانات رفاهی مانند صفحه نمایشگر ۲۴ اینچی، شیفتر، دستیار صوتی و رادارها است؛ همچنین در نمای داخلی، تفاوت‌هایی با تیگو ۸ پرو دارد.
از اواخر سال ۱۴۰۱ هجری شمسی، مدیران خودرو تیگو ۸ پرومکس را با موتور ۲ لیتری توربوشارژر با قدرتی برابر با ۲۵۴ اسب بخار و ۳۹۰ نیوتن متر گشتاور به بازار عرضه کرد‌. نمونه پرومکس، به لحاظ ظاهری تفاوت های جزئی با نمونه پرو دارد و از جمله این تفاوت ها می‌توان به گرافیک متفاوت چراغ های عقب، جلوپنجره متفاوت و ارتفاع بیشتر اشاره کرد. نمونه پرومکس، در واقع دو دیفرانسیل است. در بهار سال ۱۴۰۲، شرکت مدیران خودرو خبر از عرضه نسخه ie داد. این نسخه دارای دوربین ثبت وقایع، گرمکن صندلی های عقب، گرمکن فرمان و شیشه جدید با عایق صوتی می‌باشد.
پس از شایعه پراکنی های متعدد درباره تیگو ۸ هیبرید، در نهایت در آبان ماه ۱۴۰۲ هجری شمسی، ثبت نام تیگو ۸ پرو هیبرید آغاز شد. تیگو ۸ پرو هیبرید، از سیستم پلاگین هیبرید (PHEV) بهره می‌برد و با داشتن موتور بنزینی ۱۴۹۸ سی سی و موتور برقی، قدرتی معادل ۳۲۶ اسب بخار و ۵۱۰ نیوتن متر گشتاور دارد. مصرف سوخت ترکیبی تیگو ۸ هیبرید ۱.۲ لیتر به ازای هر صد کیلومتر اعلام شده که برای خودرویی با این ابعاد، شگفت انگیز است.

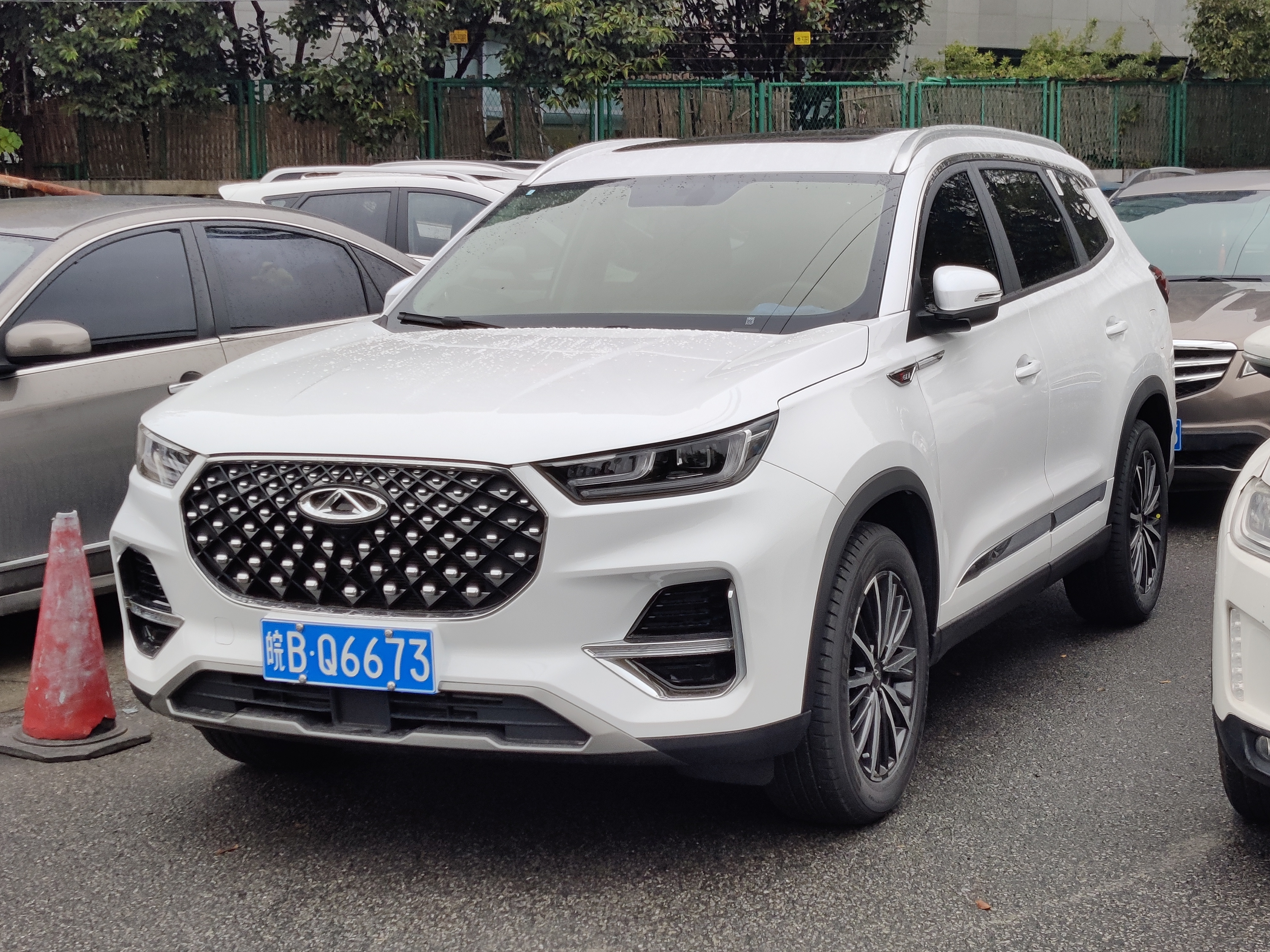
تیگو ۸ پلاس (نمای جلو)
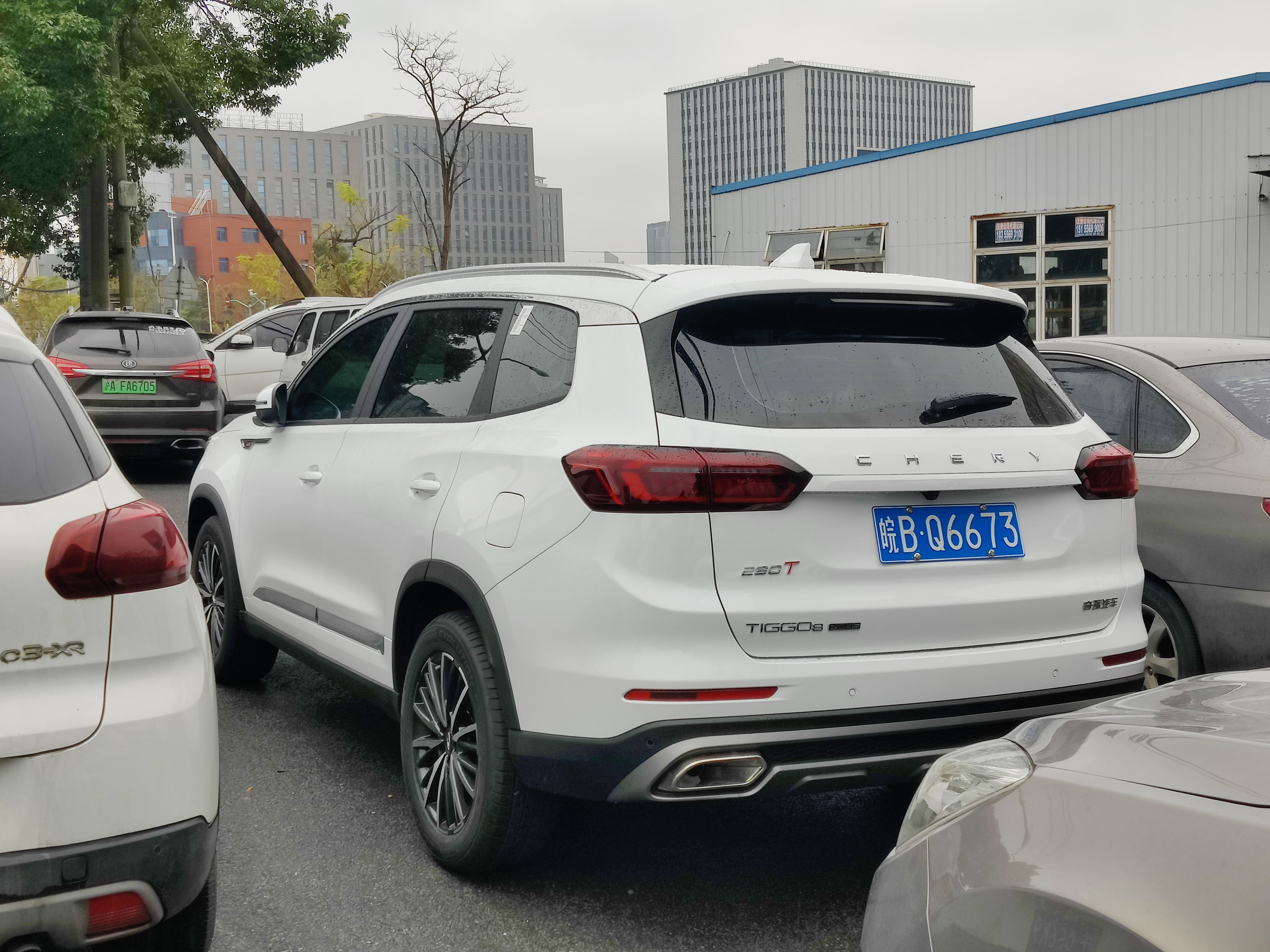
تیگو ۸ پلاس (نمای عقب)
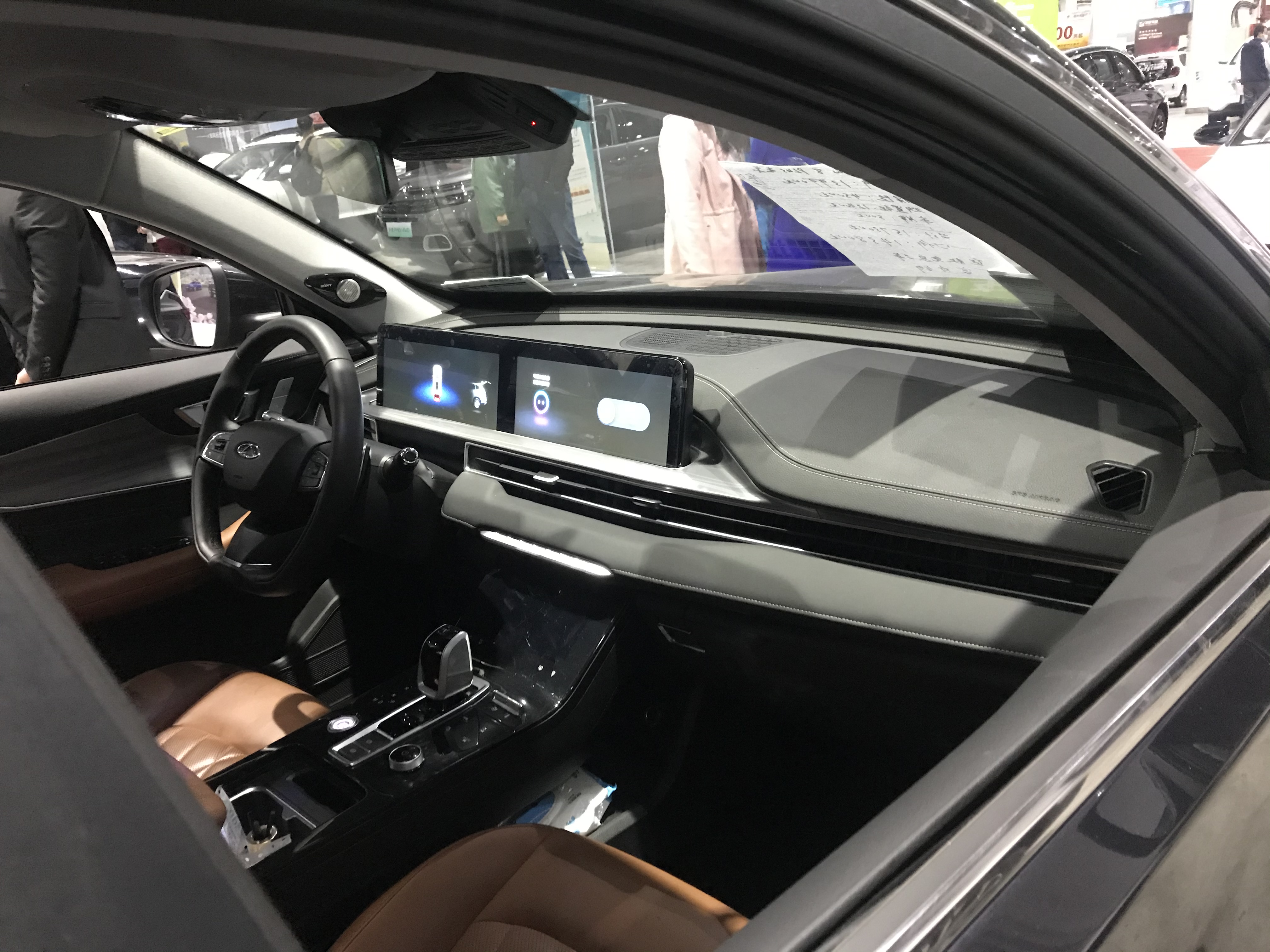
تیگو ۸ پلاس (نمای داخلی)
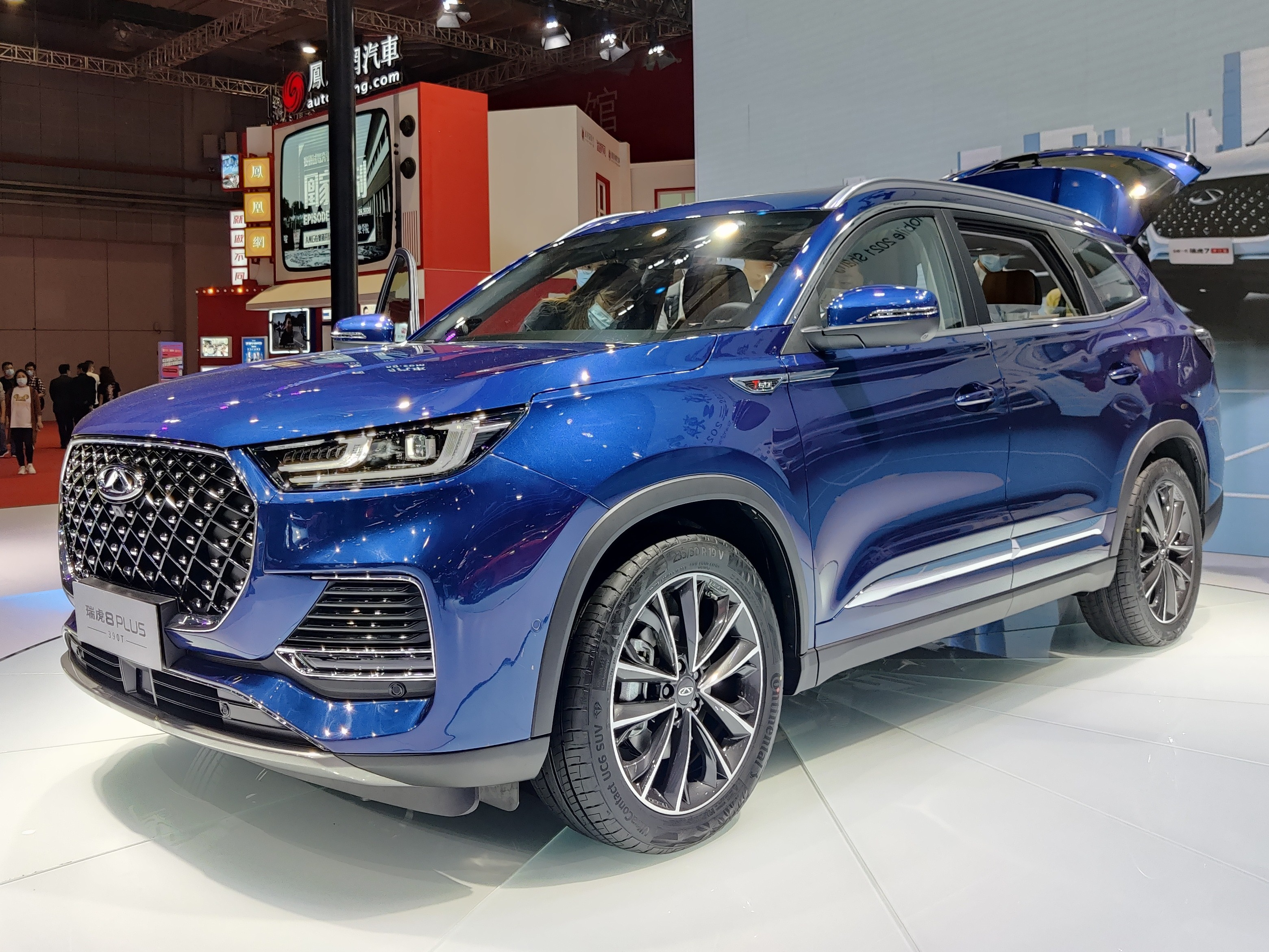
تیگو ۸ پلاس کانپنگ ئی+ (۳۹۰تی) (نمای جلو)
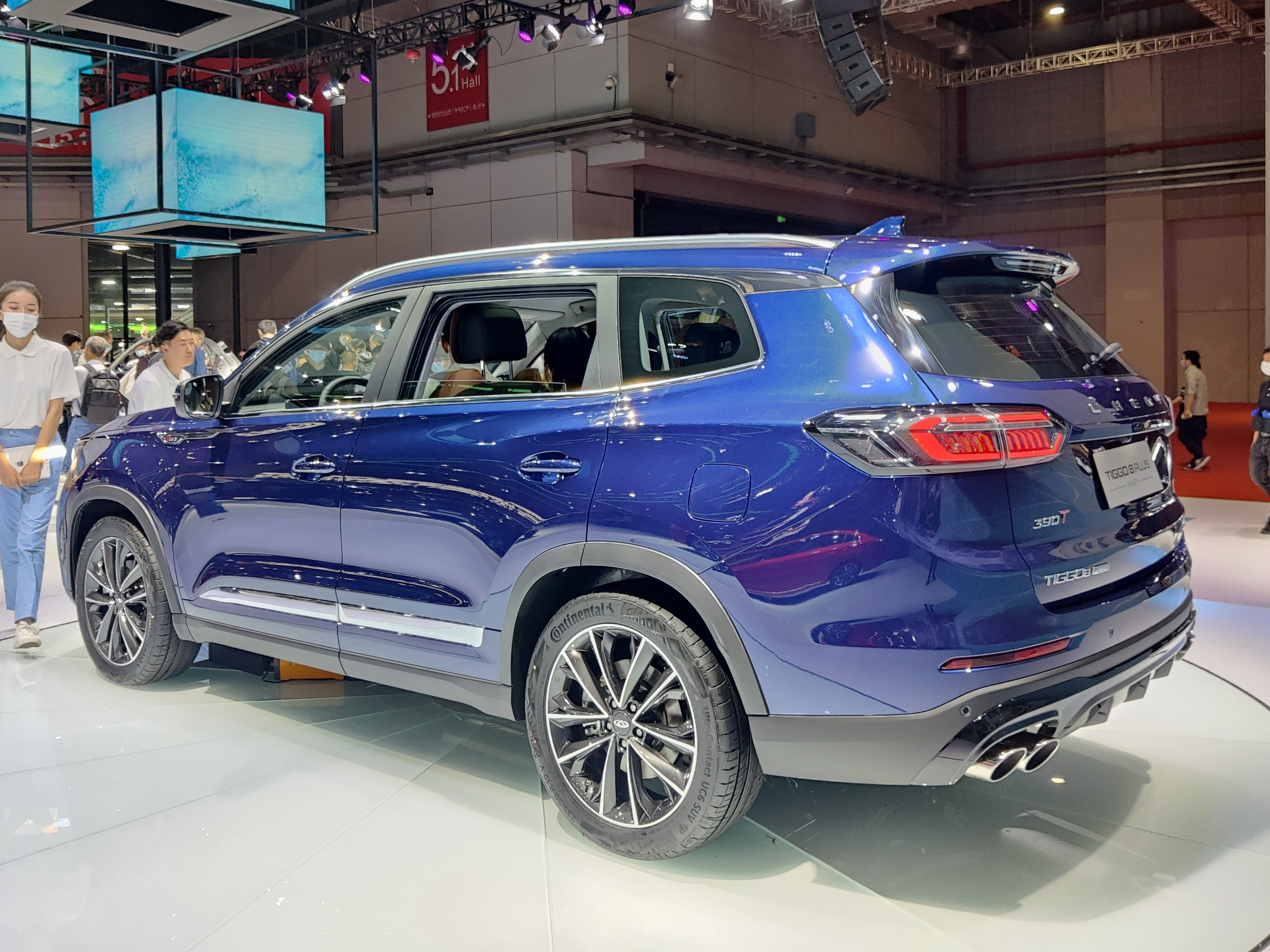
تیگو ۸ پلاس کانپنگ ئی+ (۳۹۰تی) (نمای عقب)

### ویژگی‌های فنی
تیگو ۸ پلاس با یک موتور ۱٫۶ لیتری مجهز به توربوشارژر با قدرت ۱۹۷ اسب بخار (۱۴۷ کیلووات؛ ۲۰۰ اسب بخار متری) و گشتاور ۲۹۰ نیوتن متر (۲۱۴ پوند-فوت) و به همراه یک گیربکس ۷ سرعتهٔ دوکلاچه عرضه می‌شود. گیربکس ۷ سرعته دوکلاچه تیگو ۸، کد فنی یکسان با رنو تلیسمان و برخی محصولات ب ام و دارد، این گیربکس توسط شرکا گتراگ آلمان ساخته می‌شود. این خودرو همچنین با یک موتور مجهز به فناوری هیبریدی ملایم نیز عرضه می‌شود که با ترکیب یک موتور ۱٫۵ لیتری توربوشارژر و یک موتور برقی ۴۸ ولت توانایی تولید قدرت ۱۵۶ اسب بخار (۱۱۶ کیلووات؛ ۱۵۸ اسب بخار متری) و گشتاور ۲۳۰ نیوتن متر (۱۷۰ پوند-فوت) را دارد. این موتور با یک گیربکس سی‌وی‌تی جفت می‌شود.

## تیگو ۸ پرو
در برخی بازارهای خارجی، تیگو ۸ پلاس با نام تیگو ۸ پرو عرضه می‌شود. با این حال، در بازار چین تیگو ۸ پرو سومین مدل از تیگو ۸ است که در مه ۲۰۲۲ عرضه شد. در تیگو ۸ پرو طراحی جلو و عقب دچار تحول اساسی شده و کابین آن نیز به‌روزرسانی شده‌است.

### ویژگی‌های فنی
تیگو ۸ پرو با موتورهای ۱٫۶ لیتری تی‌جی‌دی‌آی و ۲ لیتری تی‌جی‌دی‌آی و به‌همراه قوای محرکهٔ هیبریدی کانپنگ دی‌اچ‌تی عرضه می‌شود.

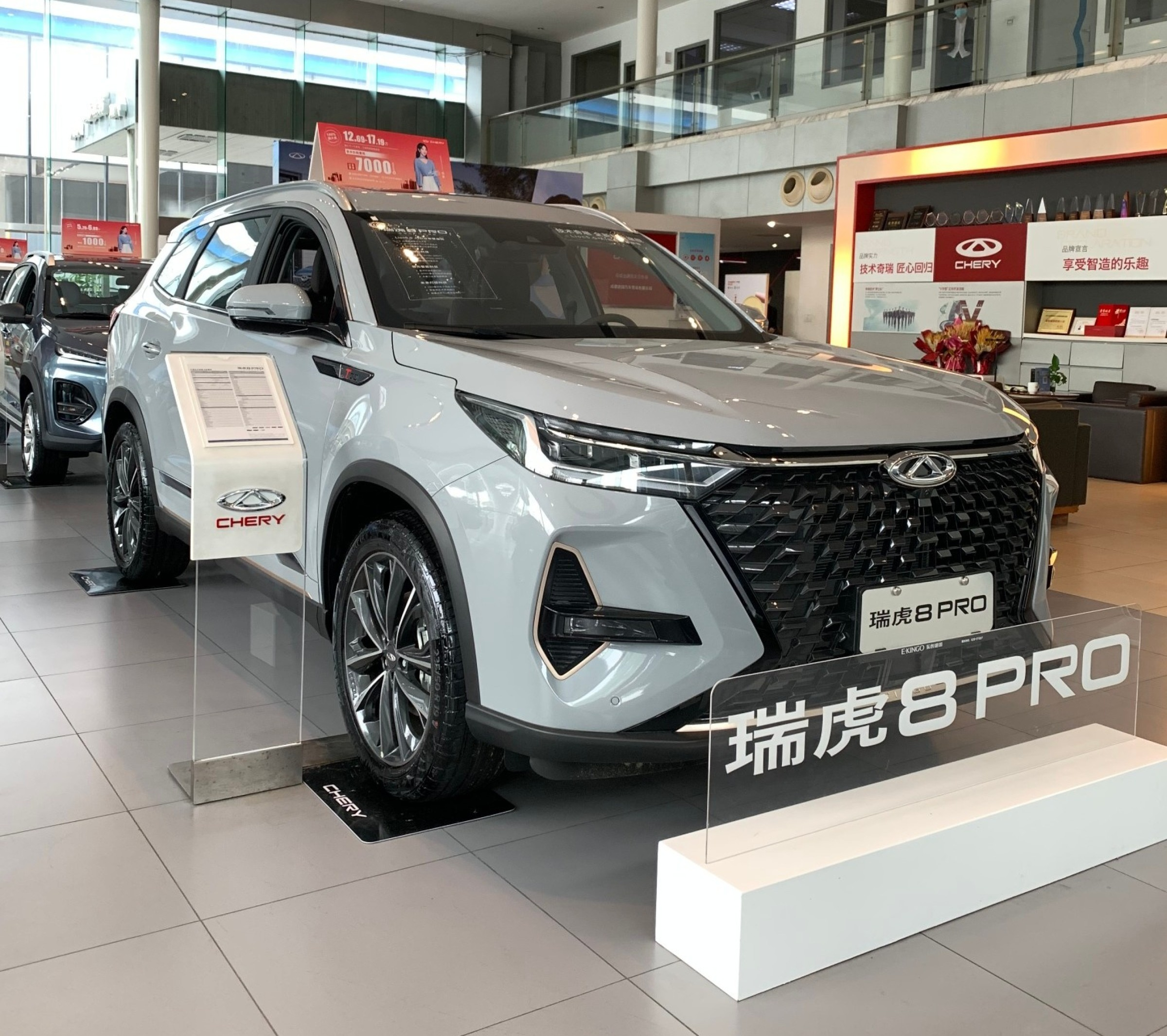
تیگو ۸ پرو (نمای جلو)
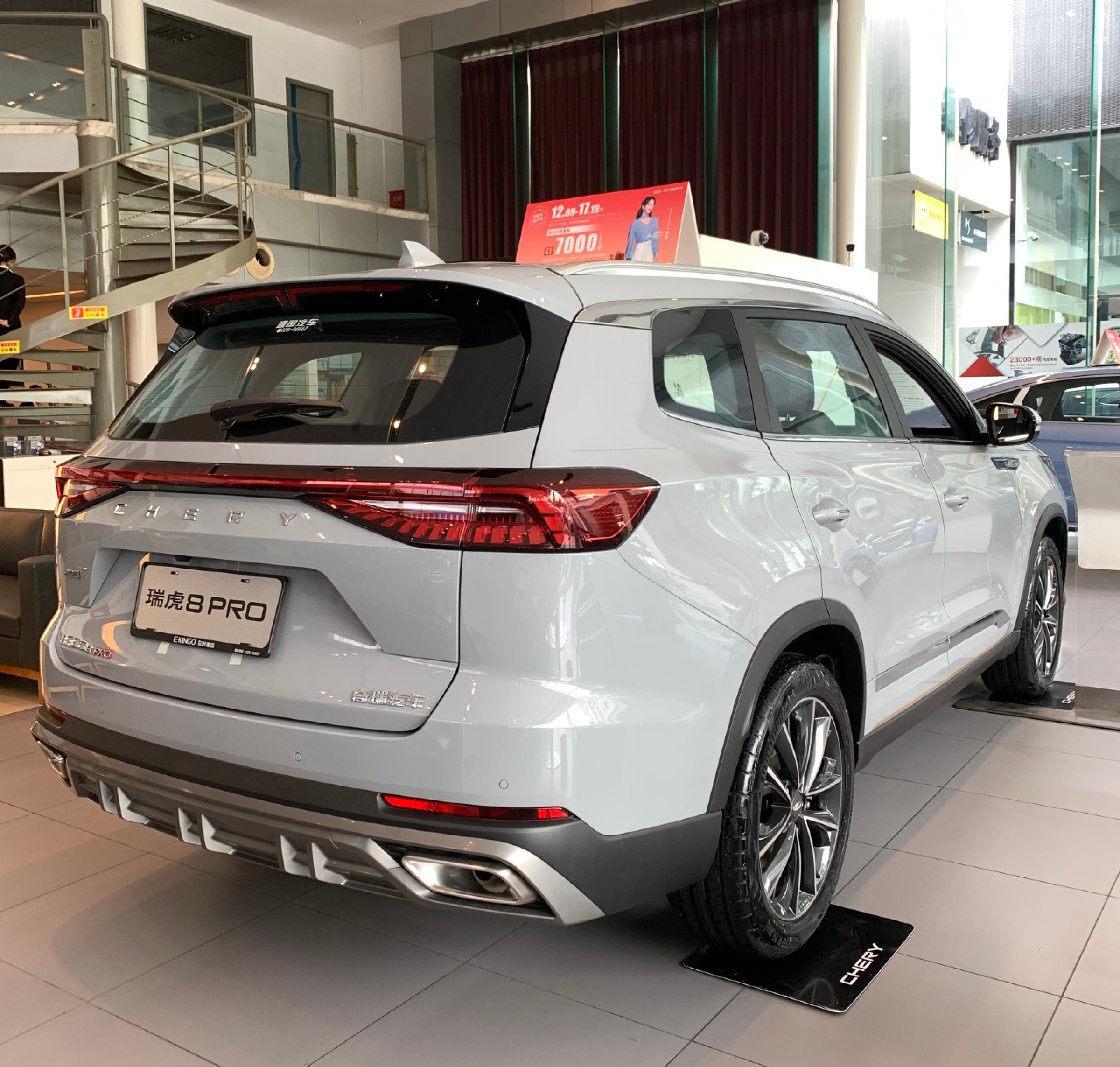
تیگو ۸ پرو (نمای عقب)
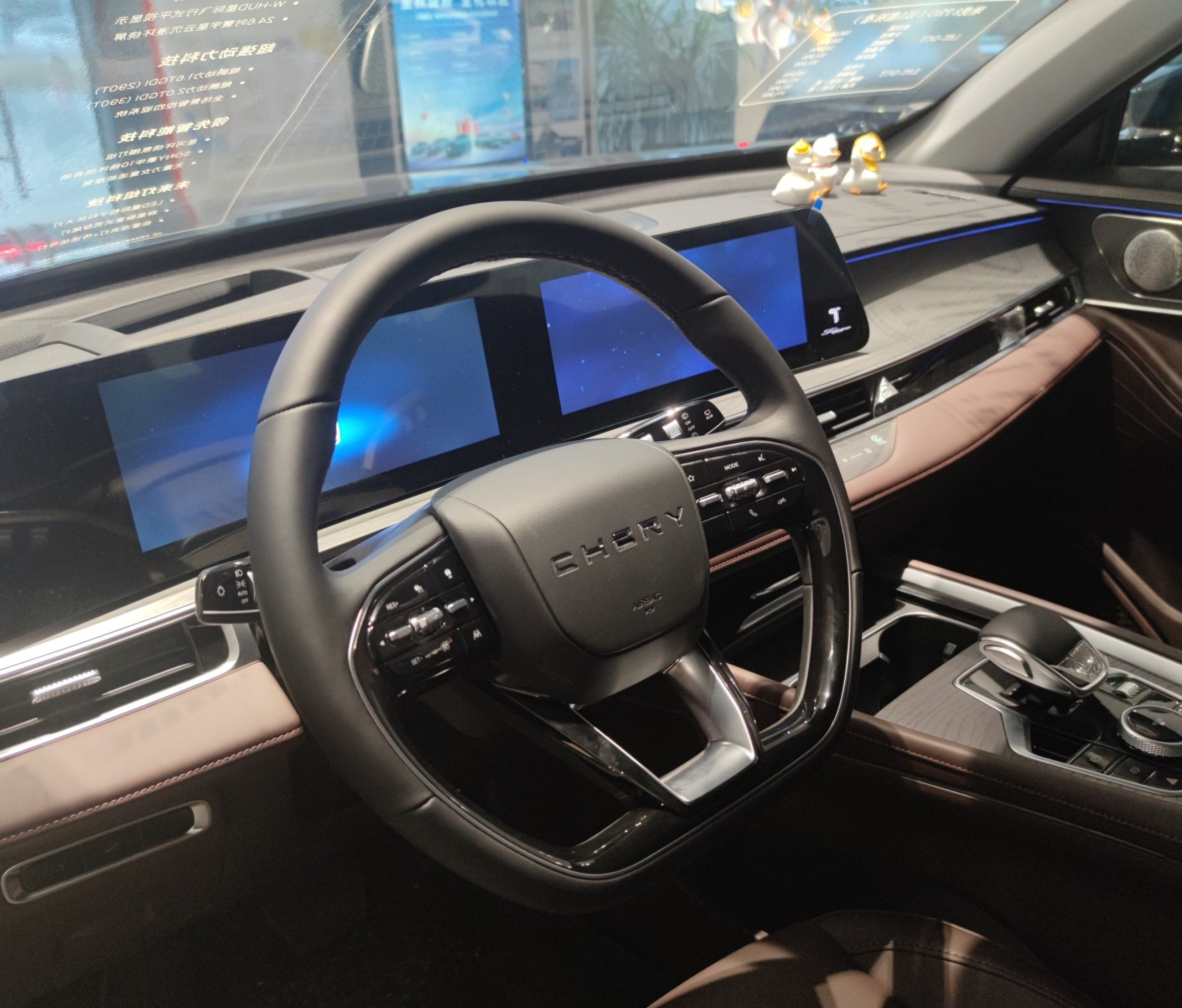
تیگو ۸ پرو (نمای داخلی)